# Ferreroaspis hungarica
Ferreroaspis hungarica är en insektsart som först beskrevs av Vinis 1981.  Ferreroaspis hungarica ingår i släktet Ferreroaspis och familjen pansarsköldlöss. Inga underarter finns listade i Catalogue of Life.